# 唯品会
唯品会（：VIPS）是广州唯品会信息科技有限公司&唯品会（中国）有限公司运营的一家中文网络购物网站，以销售服装、化妆品为主，兼具发展小家电、玩具和日用品等其他多种商品的销售。总部设在中國广州，分別在上海、天津、成都、肇庆與武汉等地设立有分公司或者物流仓库。

## 历史
2012年3月23日，於紐約證交所上市，成为中国华南地区首家在紐約證交所上市的电子商务企业。
2019年7月10日，唯品会宣布收购杉杉集团旗下奥特莱斯业务。
2021年1月14日，新华社报道市场监管总局对唯品会涉嫌实施不正当竞争行为立案调查。
2023年，唯品会净营收1129亿元，同比增长9.4%；非美国通用会计准则下净利润95亿元，同比增长39.1%。在用户数方面，2023年，唯品会活跃用户数8740万，同比增长3.9%；订单数8.1亿，同比增长9.8%。其中，超级VIP（SVIP）活跃用户数760万，同比增长13%，贡献了线上消费额的45%。 
2024年6月初，唯品會集團與兩江新區簽約，在該區投資打造全國第二運營中心。10月8日，運營中心正式落地兩江協同創新區-明月湖，唯品會首批近百名客服人員入駐明月湖產學研合作基地。
2024年7月25日，唯品會正式發布《環境、社會及治理報告(2023)》(以下簡稱“ESG報告”)。ESG報告顯示，2023年，唯品會在推進低碳發展、持續滿足消費者品質生活需求、打造多樣化人才隊伍、發展公益事業等方面採取了一系列舉措，與利益相關方攜手推動企業及社會的綠色可持續發展。

## 总部
唯品会总部大厦位于琶洲互联网创新集聚区，占地面积1.3万平方米，有两座分别为173米的南楼和136米的西楼以及裙楼共同组成，总建筑面积16.8万平方米。该大厦于2020年7月正式落成投入使用。原总部位于广州荔湾区花海街20号。

## 唯品阁
唯品會在古裝劇中進行置入性行銷時，會使用「唯品阁」作為代稱。